# Callereca
Genre
Callereca est un genre d'opilions laniatores de la famille des Assamiidae.

## Distribution
Les espèces de ce genre se rencontrent en Angola, au Congo-Kinshasa, en Tanzanie et au Mozambique.

## Liste des espèces
Selon World Catalogue of Opiliones (06/06/2021) :
- Callereca angolensis Lawrence, 1949
- Callereca gracilis Roewer, 1940
- Callereca teteana Roewer, 1954

## Publication originale
- Roewer, 1940 : « Neue Assamiidae und Trogulidae. Weitere Weberknechte X. » Veröffentlichungen aus dem Deutschen Kolonial- und Übersee-Museum in Bremen, vol. 3, no 1, p. 1–31.